# نیو ایگل، پنسیلوانیا
نیو ایگل (به انگلیسی: New Eagle) یک منطقهٔ مسکونی در ایالات متحده آمریکا است که در پنسیلوانیا واقع شده‌است. نیو ایگل ۲٫۹۱ کیلومتر مربع مساحت و ۲٬۱۸۴ نفر جمعیت دارد.

## جمعیت

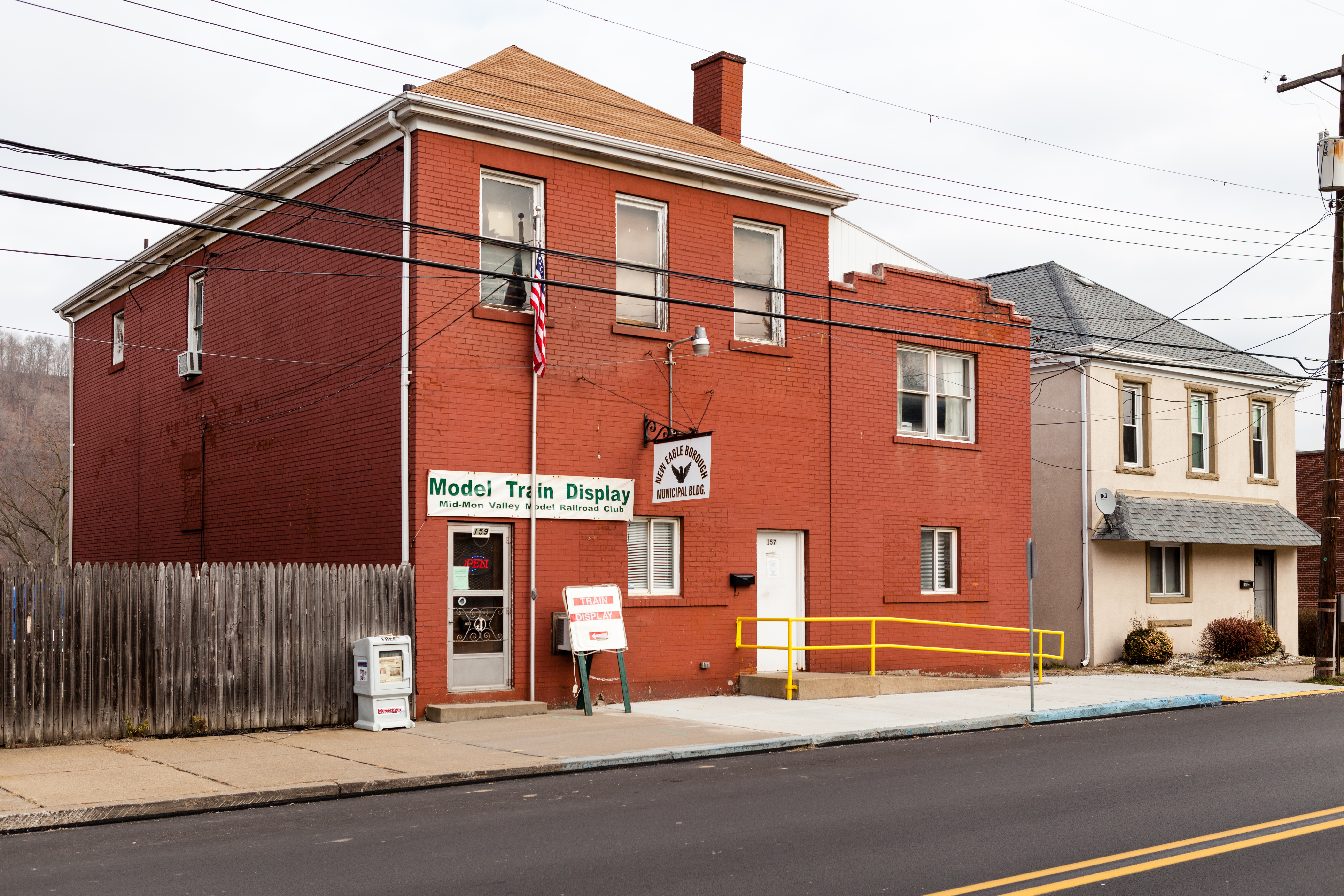
شهرداری